# Нісі-Окоппе

44°19′44″ пн. ш. 142°56′40″ сх. д. / 44.32889° пн. ш. 142.94444° сх. д.
Ні́сі-Окоппе́ (яп. 西興部村, にしおこっぺむら, МФА: [ɲiɕi okop̚.pe muɾa]) — село в Японії, в повіті Момбецу округу Охотськ префектури Хоккайдо. Станом на 1 жовтня 2008 року площа села становила 308,12 км². Станом на 31 березня 2017 населення села становило 1118 осіб.